# Andrea Pucci
Andrea Pucci, noto anche semplicemente come Pucci, pseudonimo di Andrea Baccan (Milano, 23 agosto 1965), è un comico, cabarettista, attore e conduttore televisivo italiano.

## Biografia
È nato a Milano da genitori di origine veneta: il padre originario di Stanghella (PD), la madre di Pressana (VR); ha una sorella di nome Manuela. In origine lavorava presso la tabaccheria di famiglia, in piazzale Istria, che annoverava fra i clienti anche Gerry Scotti (come ricordato da entrambi in più occasioni), poi intraprese la professione di gioielliere, trascorrendo però le estati come animatore nei villaggi turistici Valtur. Conclusa la stagione estiva 1994, fu notato a una cena dal giornalista Tiberio Timperi, che in seguito lo presentò a un autore della trasmissione La sai l'ultima?, il quale lo fece partecipare come concorrente barzellettiere. Fu il conduttore Pippo Franco ad ideare il suo soprannome Pucci, uno dei personaggi milanesi delle sue barzellette. Da lì è partita la sua carriera; Pucci si esibisce con monologhi e satira su sfondo di costume (non ama quella a sfondo politico) e società moderna.
Dal 2005 al 2006 fa parte del cast dello show comico Colorado, in onda su Italia 1, dove riscuote successo con i suoi monologhi, che iniziano sempre con il tormentone «È cambiato... tutto!», in cui ironizza sui problemi di coppia e parla di situazioni bizzarre in cui si sarebbe trovato con sua moglie. Nel 2010 esce nelle librerie Ho sposato l'esorcista, libro scritto con il suo autore Raffaele Skizzo Bruscella ed edito da Cairo editore. 
Tifoso dell'Inter, molto spesso parla di tale passione calcistica nei suoi monologhi e viene invitato alla trasmissione di Rai 2 Quelli che il calcio per seguire e commentare le partite della squadra nerazzurra. Nel gennaio 2010 ha partecipato a I love my dog, un programma interamente dedicato ai cani, con i colleghi di Colorado Rossella Brescia e Gianluca Impastato.
Dal 2017 conduce il programma televisivo Big Show su Italia 1, con la partecipazione di Katia Follesa. Nello stesso anno è ospite fisso al Maurizio Costanzo Show su Canale 5. Dal 2018 è testimonial dei City Angels. Nel 2021 partecipa alla prima edizione del nuovo show di Canale 5 "Star in the Star", condotto da Ilary Blasi, come giudice. 
Nel 2022 partecipa in qualità di concorrente ad una puntata dello show Stasera tutto è possibile su Rai 2.
Mercoledì 7 settembre, in prima serata su Italia 1, va in onda Pucci Show - Il meglio di... Lo spettacolo fa parte del ciclo Italia Uno On Stage, tra le novità in palinsesto per la stagione tv 2022-2023.
Inoltre Pucci ha vinto, il 12 agosto 2023, il premio di miglior artista del festival dei Ruderi di Cirella edizione 2023. Torna a teatro nella stagione 2024/2025 con lo spettacolo 30 anni e non sentirli.

## Filmografia
- 2061 - Un anno eccezionale, regia di Carlo Vanzina (2007)
- L'allenatore nel pallone 2, regia di Sergio Martino (2008)
- VIP, regia di Carlo Vanzina – film TV (2008)
- Intelligence - Servizi & segreti – serie TV (2009)
- I mostri oggi, regia di Enrico Oldoini (2009)
- Ti presento un amico, regia di Carlo Vanzina (2010)
- Sapore di te, regia di Carlo Vanzina (2014)
- Non è Natale senza panettone, regia di Marco Limberti – film TV (2019)

## Teatro
- Palco, doppio palco e contropalcotto (2010)
- Palco doppio palco (2014)
- C'è sempre qualcosa che non va (2022)
- 30 anni...e non sentirli (2024-2025)
- Amo l’estate (2025)

## Programmi televisivi
- La sai l'ultima? (Canale 5, 1993-1995, 1999-2000) concorrente e ospite fisso
- Sotto a chi tocca (Canale 5, 1995-1996)
- Le iene (Italia 1, 2002)
- Quelli che il calcio (Rai 2, 2003-2004; 2010-2011)
- Shake (Rai 2, 2004)
- Colorado (Italia 1, 2005-2016)
- R.I.S. - Delitti imperfetti (Canale 5, 16x5, 2009)
- I love my dog (Italia 1, 2010)
- L'isola dei famosi 7 (Rai 2, 2010) opinionista
- Questo pazzo pazzo matrimonio (Italia 1, 2012)
- Summer Festival (Canale 5, 2013)
- Tiki Taka - Il calcio è il nostro gioco (Italia 1, 2013-2018; 2019; Canale 5, 2019) ospite fisso
- XLove (Italia 1, 2014-2015)
- 101% Pucci (Italia 1, 2016)
- Big Show (Italia 1,  2017-2018)
- Maurizio Costanzo Show (Canale 5, 2017-2020) ospite fisso
- Vuoi scommettere? (Canale 5, 2018)
- Tiki Taka Russia (Italia 1, 2018)
- Pressing (Canale 5, 2018)
- In...Tolleranza zero (Italia 1, 2018)
- All Together Now (Canale 5, 2019) giurato
- Amici Celebrities (Canale 5, 2019) ospite fisso
- La pupa e il secchione e viceversa (Italia 1, 2021) conduttore
- Star in the Star (Canale 5, 2021) giurato
- Italia 1 on stage - Pucci Show (Italia 1, 2022)
- Michelle Impossible & Friends (Canale 5, 2023-2024) ospite fisso
- Zelig (Canale 5, 2023)